# Hypodactylus dolops
Hypodactylus dolops är en groddjursart som först beskrevs av Lynch och William Edward Duellman 1980.  Hypodactylus dolops ingår i släktet Hypodactylus och familjen Strabomantidae. IUCN kategoriserar arten globalt som sårbar. Inga underarter finns listade i Catalogue of Life.